# Aluemeri (Helsinki)

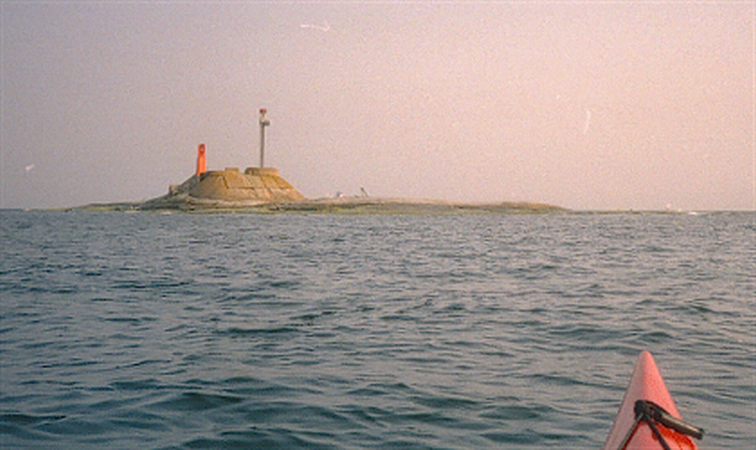
L'ilôt Halliluoto à Helsinki. La séparation entre les eaux intérieures et extérieures d'Helsinki passe par la rive sud de cet îlot.

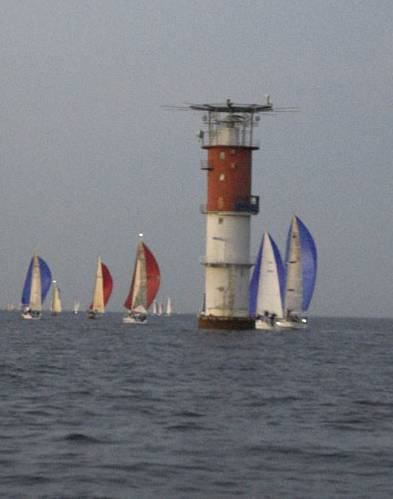
Le phare d'Helsinki.

Helsingin aluemeri (en suédois : Territorialhavet i Helsingfors, en français : Mer territoriale d'Helsinki) est une zone de la mer Baltique  située à l'extérieur d'Helsinki. Administrativement elle forme une section du quartier de Ulkosaaret. C'est une section seulement maritime. 

## Description
Cette section maritime extérieure ne comprend que quelques parties émergées au sud de l’îlot Halliluoto et quelques balises repérant la voie maritime profonde Syväväylä. À 12 km au sud d’Helsinki, Aluemeri comprend le phare d’Helsinki (en finnois : Helsingin majakka) mis en service en 1959. À l'est du Phare la section Aluemeri comprend une zone de 85 mètres de profondeur.
En 1995 la mer territoriale finlandaise est élargie à 12 Milles marins (environ 22 km), mais à Helsinki comme en d'autres endroits la mer territoriale est nettement plus étroite.